# New Savy
Der New Savy ist ein 587 m hoher Berg aus Granit im Zentrum der Seychellen-Insel Mahé. 

## Geographie
Er liegt in der Grenze der Distrikte Cascade und Grand Anse. Die nächstgelegene Siedlung ist Misere. Am Gipfel gibt es einen Hubschrauberlandeplatz.